# Secretário das Relações Exteriores, Commonwealth e Desenvolvimento
O Secretário das Relações Exteriores, Commonwealth e Desenvolvimento (em inglês: Secretary of State for Foreign, Commonwealth and Development Affairs), também referido simplesmente como Secretário do Exterior (em inglês: Foreign Secretary) é o Secretário de Estado do Governo do Reino Unido responsável máximo pela organização e condução das atividades do Ministério das Relações Exteriores, Commonwealth e Desenvolvimento. Devido ao impacto e tradição longínqua do Reino Unido na diplomacia mundial desde a era moderna, o cargo é percebido como um dos principais cargos públicos ocupados por um indivíduo na política britânica, sendo também um dos Grandes Oficiais de Estado com ampla participação em eventos cerimoniais do país. O Ministro do Exterior britânico integra o Gabinete do Reino Unido e o Conselho Nacional de Segurança e responde diretamente ao Primeiro-ministro. 
O Secretário do Exterior é auxiliado em suas atividades e na condução do ministério pelos demais Ministros do Exterior, tendo o Secretário do Exterior Sombra como seu o equivalente no Gabinete Sombra e estando sob fiscalização do Comitê Selecionado de Relações Exteriores da Câmara dos Comuns.
O advogado David Lammy, filiado ao Partido Trabalhista, atualmente ocupa o cargo de Secretário do Exterior britânico desde sua nomeação pelo Primeiro-ministro Sir Keir Starmer em 5 de julho de 2024.

## Funções
O Secretário do Exterior britânico tem como função primária a organização e condução das atividades do Ministério das Relações Exteriores, Commonwealth e Desenvolvimento, tendo em vista os interesses do Reino Unido e de seus cidadãos e a manutenção de relações diplomáticas plenas e proveitosas com as demais nações do globo. Entretanto, o Secretário do Exterior britânico possui algumas limitações no exercício do cargo quando comparado aos seus homólogos estrangeiros. As atribuições principais do Secretário do Exterior britânico são:
- Promover e aprofundar de maneira proveitosa e frutífera as relações dos Reino Unido com as demais nações, povos e governos ao redor do mundo;[7]

- Promover os interesses do Reino Unido e as atividades e interesses de seus cidadãos ao redor do mundo;[7]

- Aprofundar as relações do Reino Unido com os Estados-membros da Commonwealth, em especial, promover relações diplomáticas e cooperação entre os demais Reinos da Comunidade das Nações;[7]

- Supervisionar e coordenar as atividades do Serviço Secreto de Inteligência (MI6) e promover a qualidade do serviço prestado por seu contingente, incluindo coordenadores, comandantes e agentes.[7]

## Residência oficial
O Secretário do Exterior possui como residência oficial o endereço 1 Carlton Gardens, um complexo de edifícios históricos construídos na década de 1830 nas proximidades do Palácio de St. James, em Whitehall, Londres, para sediar diversos escritórios do governo.  Paralelamente, o Secretário mantém a Chevening House, em Kent, como residência de verão e sede de eventos diplomáticos.

## Lista de Secretários do Exterior

### Secretários daCommonwealthe Desenvolvimento (2020–presente)
Em junho de 2020, o então Primeiro-ministro Boris Johnson, do Partido Conservador, anunciou uma grande reforma ministerial na qual o Departamento de Desenvolvimento Interior foi fundido com a Secretaria de Relações Exteriores e da Commonwealth.
| Imagem                     | Imagem              | Secretário                                          | Mandato                | Mandato                | Partido     | Ministério | Soberano (Reinado)    |
| -------------------------- | ------------------- | --------------------------------------------------- | ---------------------- | ---------------------- | ----------- | ---------- | --------------------- |
|                            | Secretário Raab     | Dominic Raab MP por Esher e Walton (n. 1974)        | 2 de setembro de 2020  | 15 de setembro de 2021 | Conservador | Johnson    | Isabel II (1952—2022) |
|                            | Secretária Truss    | Liz Truss MP por South West Norfolk (n. 1975)       | 15 de setembro de 2021 | 6 de setembro de 2022  | Conservador | Johnson    | Isabel II (1952—2022) |
|                            | Secretário Cleverly | James Cleverly MP por Braintree (n. 1969)           | 6 de setembro de 2022  | 13 de novembro de 2023 | Conservador | Truss      |                       |
| Carlos III (2022—presente) | Secretário Cleverly | James Cleverly MP por Braintree (n. 1969)           | 6 de setembro de 2022  | 13 de novembro de 2023 | Conservador | Truss      |                       |
| Sunak                      | Secretário Cleverly | James Cleverly MP por Braintree (n. 1969)           | 6 de setembro de 2022  | 13 de novembro de 2023 | Conservador |            |                       |
|                            | Secretário Cameron  | David Cameron Barão de Chipping Norton PC (n. 1966) | 13 de novembro de 2023 | 5 de julho de 2024     | Conservador |            |                       |
|                            | Secretário Lammy    | David Lammy MP por Tottenham (n. 1972)              | 5 de julho de 2024     | Incumbente             | Trabalhista | Starmer    |                       |